# Brad Booker
Brad Booker (* 27. November 1971 in Springfield, Illinois) ist ein US-amerikanischer Filmproduzent und Animator.

## Leben
Brad Booker besuchte die Glenwood High School und studierte anschließend am Lincoln Land Community College. Er bereitete sich auf eine Karriere in Architektur oder Ingenieurwissenschaften vor. Dort entdeckte man jedoch sein Talent für Grafik und Design und überredete ihn, ans Ringling College of Art and Design (von Ringling Bros. and Barnum & Bailey Circus gegründet) zu wechseln.
Nach seinem Studium kam er zunächst bei Acclaim Entertainment unter, wo er an dem Titel Red Star arbeitete. Er wechselte danach als Animator zum Film und arbeitete an Filmen wie Stuart Little (1999), Der Herr der Ringe: Die zwei Türme (2002) und Spider-Man (2002). Er wurde anschließend Creative Director für Reel FX und begann auch Filme zu produzieren. Anschließend gründete er ElectroLeague, ein Animationsstudio in Los Angeles. 2015 wurde er als Produzent von Manolo und das Buch des Lebens von Guillermo del Toro für einen Producers Guild of America Award nominiert.
Der von ihm produzierte Kurzfilm War Is Over! Inspired by the Music of John & Yoko wurde bei der Oscarverleihung 2024 als Bester animierter Kurzfilm ausgezeichnet.

## Filmografie

### Filmproduktion
- 2014: Manolo und das Buch des Lebens (The Book of Life)
- 2021: Rumble
- 2023: War Is Over! Inspired by the Music of John & Yoko (Kurzfilm)

### Animation
- 1998: Das magische Schwert – Die Legende von Camelot (Quest for Camelot)
- 1999: Stuart Little
- 1999: Der Gigant aus dem All (The Iron Giant)
- 2002: Der Herr der Ringe: Die zwei Türme (The Lord of the Rings: The Two Towers)
- 2002: Spider-Man
- 2003: Apple Jack (Kurzfilm)